# 熊 (浜松市)
熊（くま/くんま）は静岡県浜松市天竜区にある地名。かつての熊村にあたる。

## 地理
阿多古川上流の深く入り組んだ谷につくられた小集落からなる地域である。公式の読み方は「くま」だが、地元では「くんま」という独特の読み方をしており、当地にある道の駅「くんま水車の里」や、案内地図（「くんまっぷ」）などに表れている。地名の由来は「クマが多かったから」や、「紀州からの移住者が熊野三山を勧請したから」という説があるという。

## 世帯数と人口
2024年（平成30年）10月1日現在の世帯数と人口は以下の通りである。
| 大字 | 世帯数  | 人口  |
| ---- | ------- | ----- |
| 熊   | 129世帯 | 267人 |

## 小・中学校の学区
市立小・中学校に通う場合、学区は以下の通りとなる。
| 番・番地等 | 小学校           | 中学校             |
| ---------- | ---------------- | ------------------ |
| 全域       | 浜松市立熊小学校 | 浜松市立清竜中学校 |

## その他

### 日本郵便
- 郵便番号 : 431-3641[2]（集配局：天竜郵便局[8]）。

### 警察
町内の警察の管轄区域は以下の通りである。
| 番・番地等 | 警察署     | 交番・駐在所 |
| ---------- | ---------- | ------------ |
| 全域       | 天竜警察署 | 熊駐在所     |

### 公共交通
- 浜松市天竜ふれあいバス
  - 阿多古線（平日運行）
  - 石打線（月、木運行）
  - 坂野線（火、金運行）
  - 熊線（火、金運行）